# ADT (počítač)
ADT (Analogová a Digitální Technika, v IT žargonu „ádétéčka“) je řada československých analogových, hybridních a 16bitových digitálních minipočítačů třetí generace vyráběných v letech 1973–1990 v ZPA Trutnov a později v ZPA Čakovice. V původní koncepci tvořil hybridní sestavu ADT 7000 vždy jeden analogový (řada ADT 3000) a jeden digitální minipočítač řady ADT 4000. V provozu se však mnohem více osvědčily samotné digitální minipočítače řady ADT 4000, které se proto používaly v průmyslu, dopravě, energetice, školách, animované tvorbě a podobně. K jejich výhodám patřilo to, že se daly snadno přestěhovat, takže mnohé z nich změnily, a to i několikrát, své působiště, jak byly na exponovaných místech nahrazovány výkonnějšími nástupci. Tyto stroje se k uživatelům dostaly dříve než první minipočítače řady SMEP (Systém malých elektronických počítačů). Ádétéček bylo celkem vyrobeno přes tisíc kusů.

## Historie
Vyvinut byl ve Výzkumném ústavu matematických strojů (VÚMS) jako klon minipočítače Hewlett-Packard HP 2100, resp. 21MX (řada později přeznačena na HP 1000).

## Vyráběné typy

### ADT 4000, 4100
Vyráběn byl od roku 1973 v ZPA Trutnov. Feritová paměť měla kapacitu 8–32 Kibislov (16 + 1 bit, tj. max. 64 KiB). Doba vykonání jedné instrukce byla 3.2 μs. 

### ADT 4316
Vyráběn od roku 1975 v ZPA Čakovice. Byl vybaven 16 Kibislovy paměti, ostatní parametry podobné jako u ADT 4100. Cena základní sestavy činila 1,5 milionu Kčs.

### ADT 4400
Produkován v ZPA Trutnov od roku 1979. Základní parametry:
- feritová plošná paměť 32 Kibislov
- paralelní jednoadresní procesor s dobou instrukce 1.92 μs
- instrukce pro práci s rozšířenou pamětí (DMS - Dynamic Mapping System)
- připojení vnějších zařízení přes připojovací kartu (V/V kanál)
- prioritní přerušovací systém
- dva přenosové kanály DMA

Varianty provedení centrální jednotky dle :
- ADT 4410 - skříňové provedení, plná kapacita 55 V/V kanálů,
- ADT 4420 - stolní provedení, pouze 15 pozic V/V kanálů,
- ADT 4430 - vestavné provedení pro CNC stroje,
- ADT 4450 - rozšíření o modul přídavné paměti (DMS), celková kapacita 256 KiB.

Dodávaná vnější zařízení
- snímač děrné pásky FS 751 nebo FS 1501
- děrovač děrné pásky DT 105 S
- mozaiková tiskárna CONSUL 2111
- řádková tiskárna EC7184/136
- alfanumerický displej SM 7202
- kazetová disková paměť KDP 720
- snímač štítků EC 6112

Dle  bylo v letech 1979-1983 vyrobeno řady ADT 4400 přes 200 kusů. Poradenskou, prodejní a servisní podporu zajišťovaly dále organizace Metra Blansko, Kancelářské stroje Praha, Kancelářské stroje Trutnov, ZPA Praha a ZPA Košíře.

### ADT 4500
Ve výrobě od roku 1978. Polovodičová paměť s kapacitou max. 1 Mebi (tedy 220) slov (tj. 2 MiB, slovo, anglicky word, je tvořeno dvěma slabikami, bajty), dynamický mapovací systém paměti, rozšířená instrukční sada procesoru.

### ADT 4700
Vyráběn v osmdesátých letech v ZPA Čakovice. Výraznější použití integrovaných obvodů s vyšší hustotou integrace (LSI, Large-scale integration) vedlo k celkové miniaturizaci počítače.

### ADT 4800 a 4900
Poslední verze byla připravována na konci osmdesátých let. Jednalo se o zdokonalenou verzi ADT 4700 s použitím modernějších obvodů, čímž se dosáhlo menších rozměrů, vyšší provozní spolehlivosti i vyšší rychlosti. Modul procesoru byl vybaven stále jako u předchozích typů 2 MiB operační paměti a navíc i 4MiB RAMdiskem. Verze 4900 byla navíc vybavena 64bitovým aritmetickým koprocesorem a 16MiB RAMdiskem.
Tyto verze se však už do sériové výroby nedostaly.[zdroj?]

### MOMI 1, 2 a 3
V 80. letech byla zavedena do výstroje ČSLA mobilní varianta minipočítačů ADT pod názvem MOMI. Speciální provedení počítače spolu s periferními zařízeními bylo instalováno ve skříňové nástavbě nákladního automobilu Tatra 148. Sestava umožňovala provoz terminálových sítí v polních podmínkách.

## HW vybavení ADT
Sestavu počítače tvořila obvykle skříň se základní jednotkou (procesor, paměť, základní V/V karty), snímač a děrovač děrné pásky, paralelní systémová konzola, sériové terminály, jehličková tiskárna, diskové jednotky.
Doplňkové vybavení tvořila řádková tiskárna, rozšiřující skříň s moduly pro hromadné zpracování digitálních a analogových signálů (DASIO) a podobně.
Periferní zařízení ADT byla většinou vyráběna mimo ČSSR v ostatních státech RVHP, což někdy způsobovalo problémy při dodávkách nových sestav. V osmdesátých letech už byla podstatná část periferních zařízení vyráběna v ČSSR.

## SW vybavení ADT
Základní vybavení tvořil operační systém (RTE II, později DOS III, IV, V – nemá nic společného s MS-DOSem), systémový monitor, souborový manažer (FMGR), souborový editor, překladače běžných programovacích jazyků (Assembler, Fortran, Pascal, ALGOL, BASIC, C), diagnostické programy a vlastní aplikační vybavení pro řízení technologických procesů.

## Oblasti nasazení ADT
Stroje ADT byly často nasazovány jako řídící technologické počítače v průmyslových provozech, elektrárnách (vč. jaderných), továrnách, dopravě, nemocnicích, i jako počítače pro vědeckotechnické výpočty ve výzkumných centrech a školách. Modifikovaný ADT 4700 nakreslil a animoval postavu Jožky v seriálu Nožky stonožky Božky, prvního československého počítačem animovaného (CGI) seriálu.
Podrobnější seznam míst nasazení v sedmdesátých letech je uveden v. V roce 1990 uvádí seznam uživatelů ADT cca 300 počítačů ADT provozovaných v mnoha průmyslových podnicích (Barum, elektrárny Mělník, Chvaletice, Opatovice, Tisová, Vřesová, JETE, JEDU, LIAZ, ŠKODA, Tatra, TESLA, Stavoprojekt...) i výzkumných a vzdělávacích organizacích (ČSAV, ČVUT, VŠSE, VUT, VÚMS...).